# Dichaetophora imitans
Dichaetophora imitans är en tvåvingeart som först beskrevs av Graber 1957.  Dichaetophora imitans ingår i släktet Dichaetophora och familjen daggflugor.
Artens utbredningsområde är Kongo. Inga underarter finns listade i Catalogue of Life.